# Comment séduire un play-boy en l'an 2000
Pour plus de détails, voir Fiche technique et Distribution.
Comment séduire un play-boy en l'an 2000 (Bel Ami 2000 oder Wie verführt man einen Playboy?) est un film austro-italien réalisé par Michael Pfleghar et sorti en 1966.

## Synopsis
Le magazine masculin à succès Bel Ami recherche par ordinateur son super homme de l'année, mais la machine sélectionne par erreur le petit comptable coincé Peter Knolle. Pour réparer sa bévue, le magazine l’expédie à Paris en compagnie de son journaliste à la pointe de la mode chargé de transformer le timide employé en irrésistible play-boy…	

## Fiche technique
- Titre original : Bel Ami 2000 oder Wie verführt man einen Playboy? (Autriche/Allemagne), 100 ragazze per un playboy (Italie)
- Titres français : Comment séduire un play-boy en l'an 2000 ou Go, go, play-boy[1]
- Réalisation : Michael Pfleghar
- Scénario : Kurt Nachmann, Mario Siciliano, Klaus Munro, Michael Pfleghar d’après le roman Bel Ami 66 d’Anatol Bratt
- Musique : Heinz Kiessling
- Décors : Herta Hareiter
- Costumes : Helmut Holger
- Maquillages : Massimo Giustini, Fred Merheim, Ladislaus Valicek
- Coiffures : Lilly Zangerle
- Photographie : Ernst Wild
- Son : Alessandro Fortini, Hans-Joachim Richter
- Montage : Margot von Schlieffen
- Production : Karl Spiehs
- Sociétés de production : Intercontinental Filmproduktion (Autriche), Metheus Film (Italie)
- Société de distribution : Constantin Film (Allemagne)
- Pays d’origine :  Autriche,  Italie
- Langue de tournage : allemand
- Format : couleur (Eastmancolor) — 35 mm — 1,66:1 — son monophonique
- Durée : 101 min
- Genre : Comédie
- Dates de sortie : 
  - Allemagne : 23 novembre 1966
  - Italie : 1er septembre 1967
  - France : 28 janvier 1970

## Distribution
- Peter Alexander : Peter Knolle
- Antonella Lualdi : Vera
- Scilla Gabel : Anita Bionda
- Helga Anders : Lucy
- Linda Christian : la mère de Lucy
- Jocelyn Lane : Ginette
- Renato Salvatori : « l’homme choc »
- Joachim Fuchsberger : Sokker
- Éliane d'Almeida : Coco
- Bernard Blier
- Mylène Demongeot